# Vék
Vék (szlovákul Vék, más néven Vékpuszta) Ógyalla városrésze Szlovákiában, a Nyitrai kerület Komáromi járásában.

## Fekvése
Ógyalla központjától 4 km-re délnyugatra fekszik, a Martosra vezető út mentén, a Zsitva bal partján.

## Élővilága
Véken a 2000-es évek első felében fészkeltek gólyák, majd 2015 körül volt újabb fészeképítés. 2013-tól egy alátéten is számon tartanak fészket. Ezen utóbbi alátéten 2013-ban 3, 2014-ben 4, 2015-2016-ban 2, 2017-ben 3, 2018-ban 2, 2020-2021-ben 3, 2022-ben 5 és 2024-ben 1 fiókát számoltak össze.

## Története
1247-ben említik először. A középkorban a gróf Cseszneky család birtoka volt. A 16. században elpusztította a török, s csak a 17. században telepítették újra. Lakói főként dohánytermesztéssel foglalkoztak.
Vályi András szerint "VÉK. Szabad puszta Komárom Várm. földes Urai több Uraságok, fekszik Ó-Gallyának szomszédságában, mellynek filiája."
Fényes Elek szerint "Vék, puszta, Komárom vmegyében, Ó-Gyalla és Martos közt, 300 kath. lak., kik többnyire haszonbérlők és dohány termesztők, s egy hold földtől fizetnek néha 10 ezüst forint haszonbért is. A pusztának 1000 holdnyi igen termékeny fekete homokfölde van. Itt terem az országszerte hires véki dohány. Birtokosok Pyber, Balogh, Fogarassy, Stupiczky, Horváthy, stb."
A trianoni békeszerződésig Komárom vármegye Udvardi járásához tartozott.

## Nevezetességei

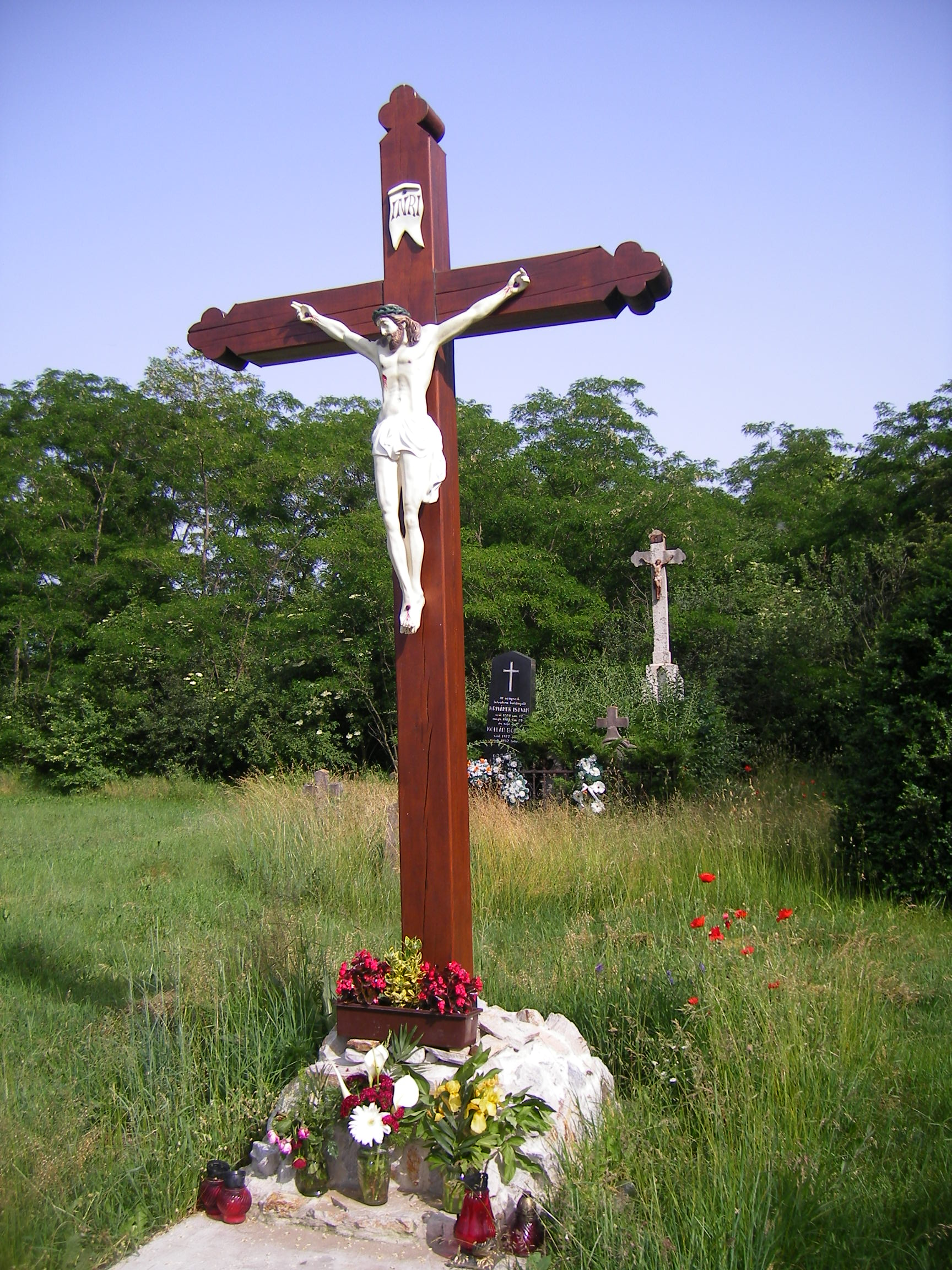
Temetőkereszt
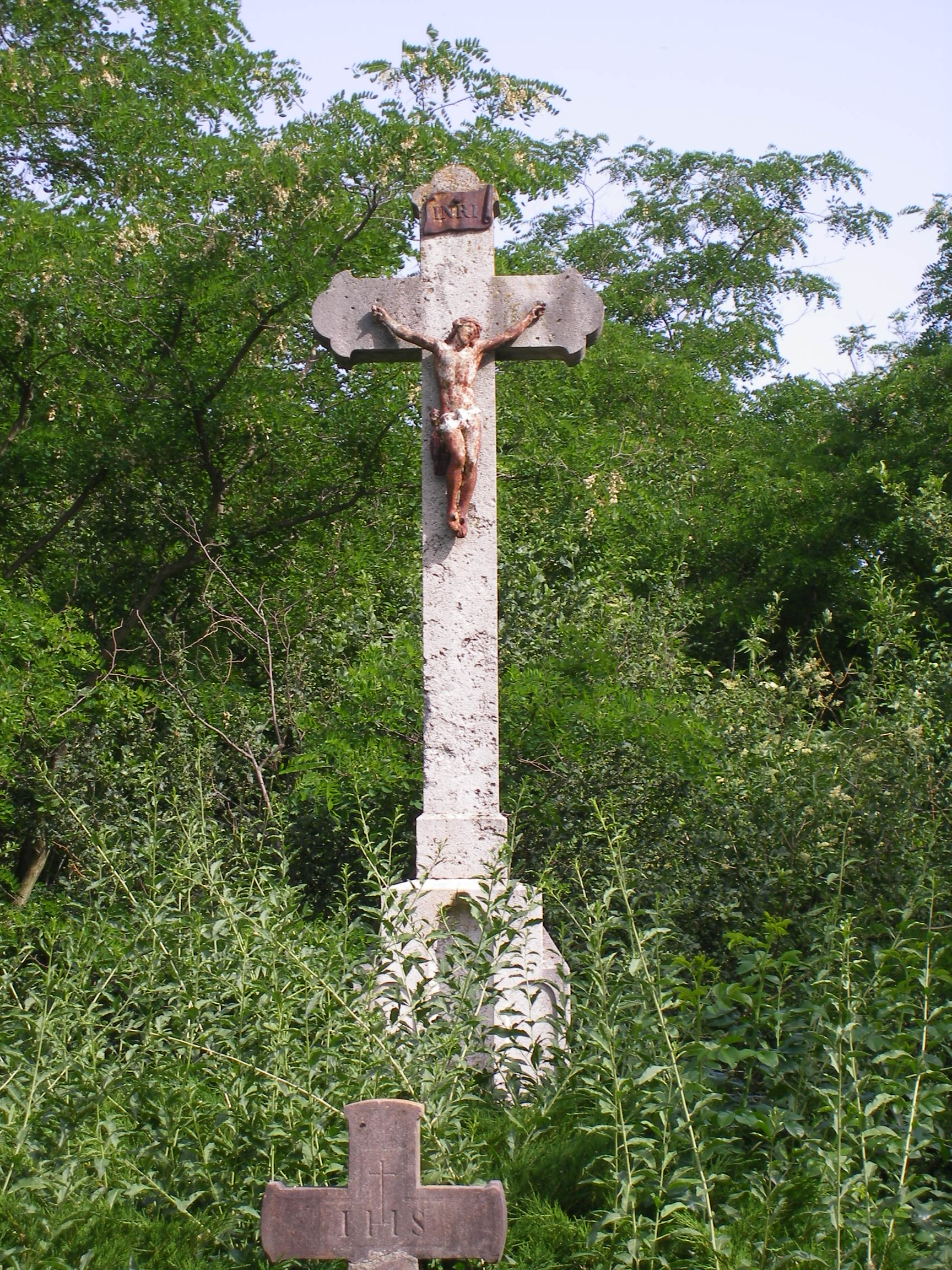
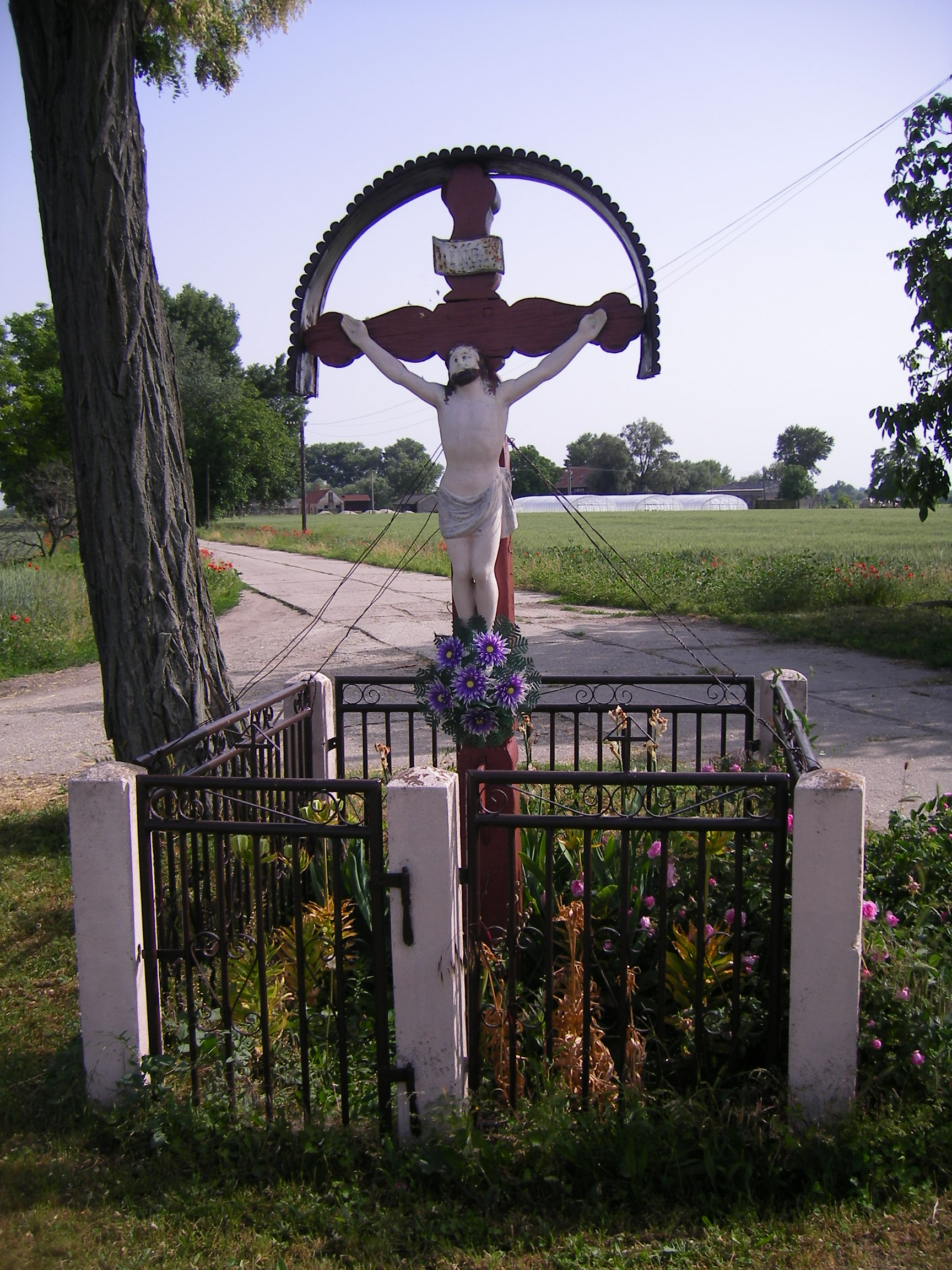

- Harangláb